# Harris Ledge
Harris Ledge är en bergstopp i Antarktis. Den ligger i Östantarktis. Nya Zeeland gör anspråk på området. Toppen på Harris Ledge är 1 689 meter över havet.
Terrängen runt Harris Ledge är bergig söderut, men norrut är den kuperad. Trakten är obefolkad. Det finns inga samhällen i närheten.